# 傑克·馬頓
傑克·馬雷克·馬頓（Jack Marek Marton，1992年7月7日—）是一名澳大利亞男子跆拳道運動員，他的雙親作為波蘭難民來到澳大利亞定居。全家皆為跆拳道運動從事者，他的姊姊卡羅琳·馬頓和卡門·馬頓都是知名跆拳道運動員。他曾經獲得2015年太平洋運動會男子74公斤級金牌及2019年太平洋運動會男子80公斤級金牌。

## 外部連結
- TaekwondoData.com （页面存档备份，存于）
- 傑克·馬頓的Instagram帳戶